# Linia kolejowa nr 230A
Linia kolejowa nr 230A − rozebrana w marcu 2005 linia kolejowa pomiędzy Rybnem Kaszubskim a stacją Elektrownia Jądrowa Żarnowiec. Zbudowana została w latach 80. XX w. na potrzeby budowanej Elektrowni Jądrowej Żarnowiec. Pierwszy pociąg pojechał w 1985 r. Zmiany ustroju w Polsce po 1989 r. miały ogromny wpływ na decyzję o wstrzymaniu w 1990 r. budowy pierwszej w Polsce Elektrowni Atomowej. 30 maja 1992 zamknięto ruch pasażerski, natomiast 1 maja 2002 zamknięto ruch towarowy. W 2003 r. rozebrano stację Elektrownia Jądrowa Żarnowiec oraz część szlaku, gdzie szlak kończył się kozłem oporowym ok. 500 m za przystankiem Elektrownia Wodna Żarnowiec a w 2005 r. linia została całkowicie rozebrana. Po linii zostały tylko nasypy, fragmenty torów w miejscach utwardzonych takich jak w EW Żarnowiec w Czymanowie czy tory w ulicy do Podstacji w Opalinie.

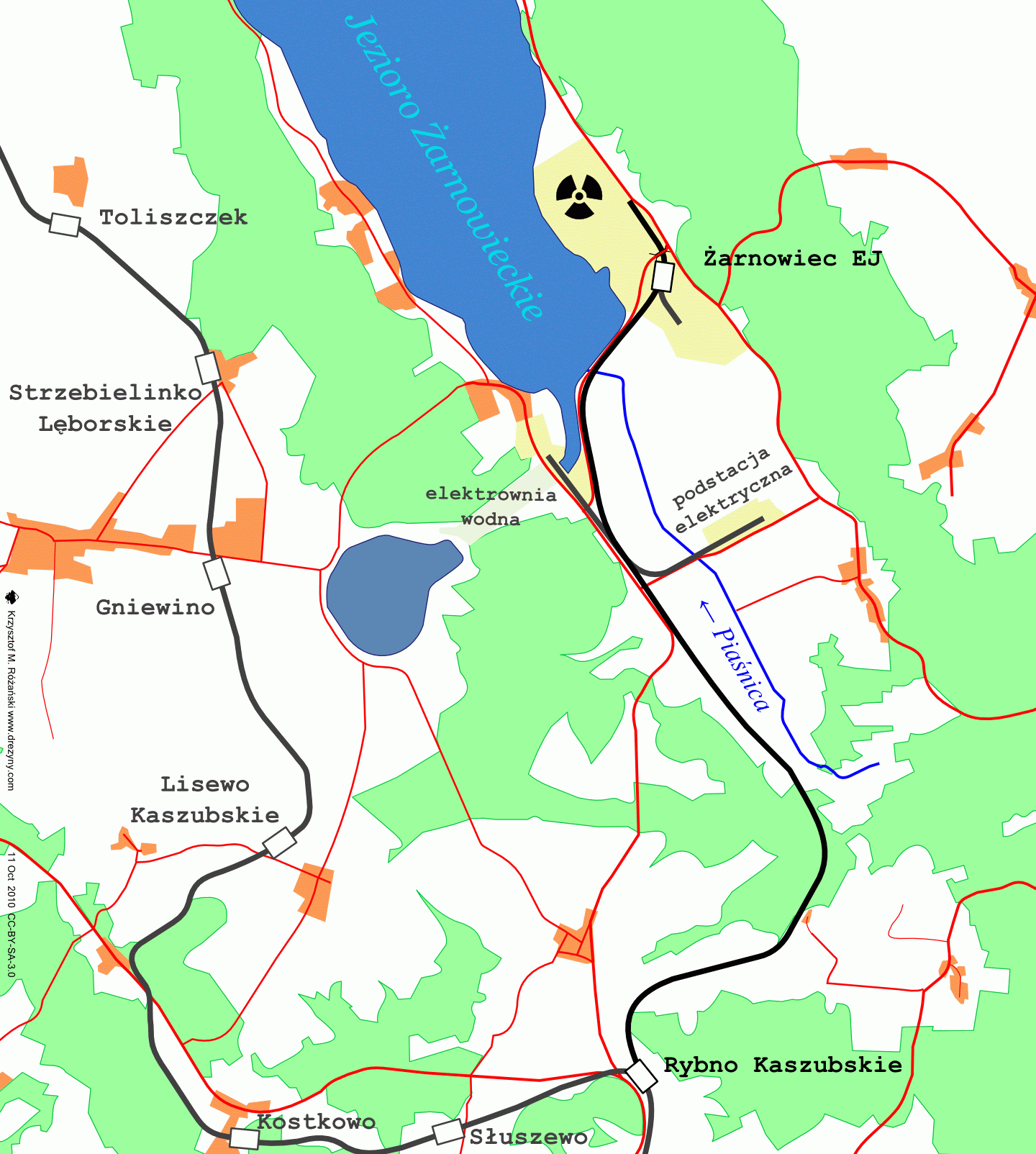
schemat linii